# Свети Петър възкресява Тавита (Сантафеде)
„Свети Петър възкресява Тавита“ (на италиански: San Pietro che resuscita Tabitha) е картина от неаполитанския художник Фабрицио Сантафеде, рисувана през 1611 г. Платното с размери 306 × 215 см е съхранено в църквата на комплекса Пио Монте дела Мизерикордия в Неапол, Италия.

## История и описание
Картината, поръчана от конгрегацията Пио Монте, е изпълнена и предадена от художника Фабрицио Сантафеде през 1611 г. Платното е запазено и до днес в същия институт, за който е рисувано – Пио Монте дела Мизерикордия. То е едно от седемте картини, запазени в седемте малки олтара, заобикалящи главния олтар с картината „Седемте милосърдни дела“ на Микеланджело да Караваджо в църквата на комплекса „Пио Монте“.
Произведението, което представлява Свети Петър, възкресяващ благотворителната Тавита, се характеризира с пренаселеност на сцената, както и с някои силно подчертани разрези на светлината, които напомнят за Флорентинската школа.
Присъствието на голите рамене при някои от фигурите показва влиянието на Караваджо върху Сантафеде.